# Stanley Kronenberg
Stanley Kronenberg (ur. 3 maja 1927 w Krośnie, zm. 9 grudnia 2000 w Skillman, New Jersey) – amerykański fizyk jądrowy polskiego pochodzenia, ekspert w zakresie radiacji atomowej, filatelista.

## Fizyk jądrowy
Urodzony w Krośnie, w 1945 wraz z rodzicami, Eugenią i Ferdynandem, wyemigrował do Austrii. 
Fizykę i chemię studiował na Uniwersytecie Wiedeńskim, gdzie w 1952 uzyskał stopień doktora. Od 1953 kontynuował pracę naukową w Stanach Zjednoczonych na zaproszenie tamtejszego rządu. Podjął pracę w Fort Monmouth w New Jersey, w Laboratorium Radiacji Jądrowej Armii USA, z którym był związany zawodowo do końca życia. Brał udział w licznych próbach wybuchów jądrowych, badał także ich wpływ na środowisko. Jego naukowa praca zaowocowała przeszło 100 pracami i rozprawami, a także wieloma opatentowanymi wynalazkami z zakresu fizyki jądrowej i radiacji atomowej, stosowanymi nie tylko w armii, ale również w sektorze cywilnym i medycznym. Za wyniki w pracy naukowej, Stanley Kronenberg był wielokrotnie odznaczany przez władze USA. 

## Filatelista
Stanley Kronenberg był również polonijnym filatelistą. Jego wiedza i praca badawcza sprawiły, że w Stanach Zjednoczonych uchodził za jednego z największych ekspertów polskich znaczków pocztowych. W prasie filatelistycznej, głównie amerykańskiej, ale i w polskiej i niemieckiej, opublikował przeszło 150 artykułów, ponadto w jego dorobku są liczne tłumaczenia polskich artykułów filatelistycznych na język angielski. W 1967 powołany został na eksperta do spraw polskich znaczków przez American Philatelic Society Expertizing Society, był także doradcą redakcji katalogu „Scott”. Współpracował ze Związkiem Filatelistów Polskich w USA „Polonus”.